# Praepodes
Praepodes är ett släkte av skalbaggar. Praepodes ingår i familjen vivlar.

## Dottertaxa tillPraepodes, i alfabetisk ordning[1]
- Praepodes albosquamosus
- Praepodes camelus
- Praepodes canescens
- Praepodes canus
- Praepodes cervinus
- Praepodes cinerascens
- Praepodes costatus
- Praepodes elegans
- Praepodes farinolentus
- Praepodes impressus
- Praepodes inaequalis
- Praepodes lepidopterus
- Praepodes leucographus
- Praepodes luctuosus
- Praepodes marmoreus
- Praepodes murinus
- Praepodes novemdecimpunctaus
- Praepodes nubilus
- Praepodes obsoletus
- Praepodes pictus
- Praepodes pugnax
- Praepodes pulcher
- Praepodes roralis
- Praepodes scalaris
- Praepodes sphacellatus
- Praepodes tredecimmaculatus
- Praepodes vittatus